# Stanko Mršić
Stanko Mršić (Imoschi, 12 settembre 1955) è un allenatore di calcio ed ex calciatore croato, di ruolo difensore.

## Palmarès

### Allenatore

#### Competizioni nazionali
- Druga hrvatska nogometna liga: 2

Zadar: 1995-1996
Cibalia: 2015-2016